# Займище (Алтайский край)
Займище — упразднённый посёлок в Шипуновском районе Алтайского края. На момент упразднения входил в состав Тугозвоновского сельсовета. Исключен из учётных данных в 1983 году.

## География
Располагался на правобережной пойме Чарыша, восточнее озера Топольное, на расстоянии приблизительно 10 км (по-прямой) к юго-востоку от села Тугозвоново.

## История
Основан в 1912 г. В 1928 году поселок состоял из 17 хозяйств. В административном отношении входил в состав Тугозвоновского сельсовета Чарышского района Рубцовского округа Сибирского края.
Решением Алтайского КИКа от 11 ноября 1983 года № 381 населённый пункт, исключен из учётных данных.

## Население
По данным переписи 1926 года в поселке проживало 88 человек (39 мужчин и 49 женщин), основное население — русские